# NGC 3892
NGC 3892 (również PGC 36827) – galaktyka spiralna z poprzeczką (SB0-a), znajdująca się w gwiazdozbiorze Pucharu. Odkrył ją William Herschel 4 marca 1786 roku.